# Lestes sigma
Lestes sigma är en trollsländeart som beskrevs av Philip Powell Calvert 1901. Lestes sigma ingår i släktet Lestes och familjen glansflicksländor. Inga underarter finns listade i Catalogue of Life.